# Zhongdu (Yan)
Zhongdu (中都; Zhōngdū) var den kinesiska feodalstaten Yan's sekundära och "mellersta" huvudstad under tiden för De stridande staterna (403 f.Kr.–221 f.Kr.). Yan hade vid denna tiden även den primära huvudstaden Ji, och den nedre huvudstaden Xiadu.
Zhongdu låg sydväst om Liangxiang 40 km sydväst om centrala Peking. Det var under tiden för De stridande staterna under ledning av Kung Zhao (r. 311-279 f.Kr.) som Yan's huvudstad Ji kompletterades med två sekundära huvudstäder.
Staden Zhongdu ska inte förväxlas med att även Peking hette Zhongdu under Jindynastin (1115–1234).